# Meuselbach-Schwarzmühle
Meuselbach-Schwarzmühle ist ein Ortsteil der Landgemeinde Stadt Schwarzatal im Landkreis Saalfeld-Rudolstadt in Thüringen.

## Geografie

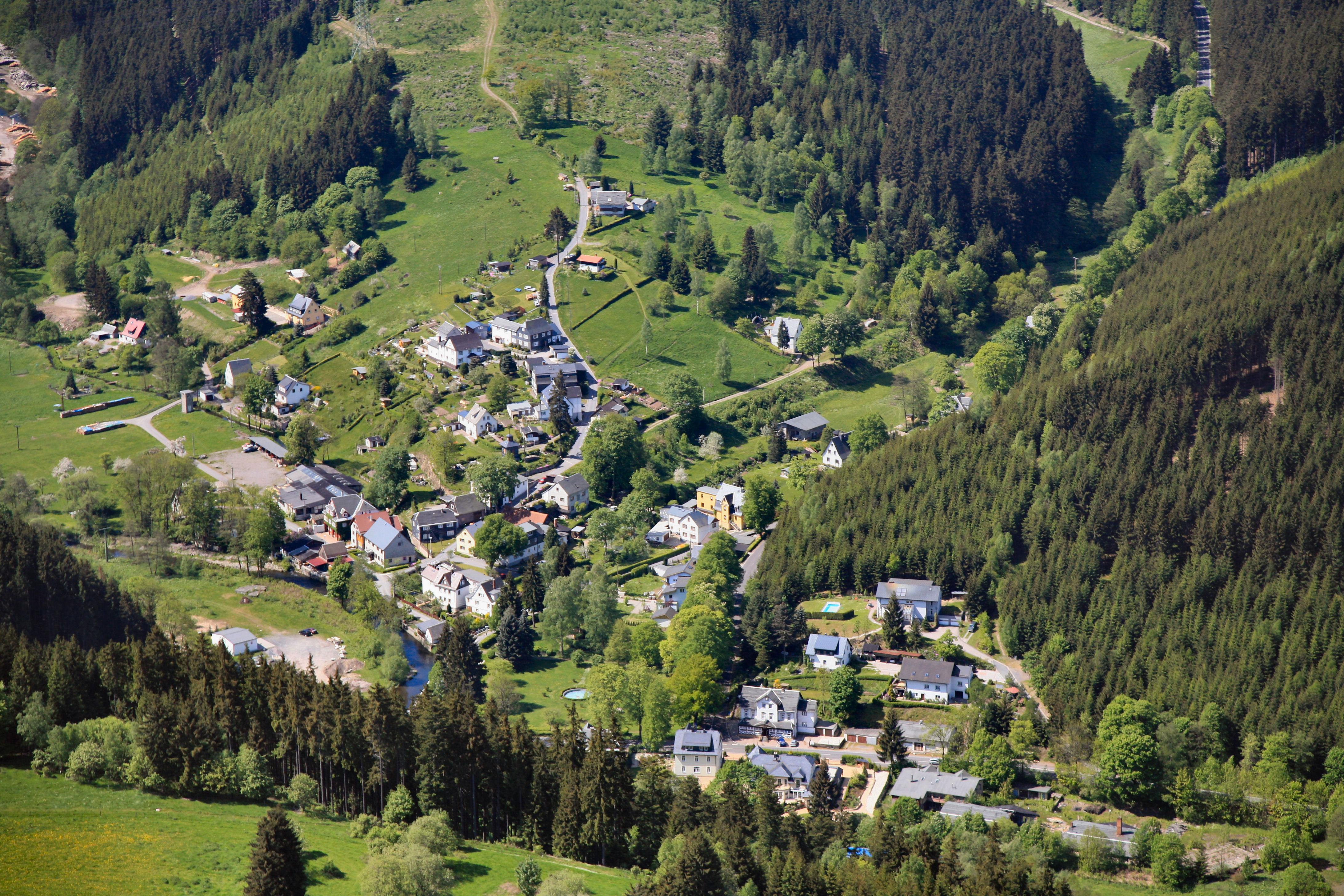
Meuselbach-Schwarzmühle Blick auf Schwarzmühle

Meuselbach liegt auf einer Hochfläche am Ostrand des Schwarzatales im Norden des Thüringer Schiefergebirges. Westlich liegt das Tal der Schwarza, südlich das der Weißen Schwarza und nordöstlich das des Mellenbaches. Im Osten schließt sich die 786 Meter hohe Meuselbacher Kuppe an. Nach Norden führt ein schmaler Kamm zwischen Schwarza und Mellenbach noch etwa drei Kilometer weiter. Er ist im Gegensatz zur sonstigen Umgebung unbewaldet. Schwarzmühle ist ein sehr kleiner Ort, der an der Stelle liegt, wo der Meuselbach rechts in die Schwarza mündet. Schwarzmühle liegt einen Kilometer nordwestlich von Meuselbach in einer Höhe von etwa 390 m ü. NN.

### Nachbarorte
Im Uhrzeigersinn, beginnend im Norden: Mellenbach-Glasbach, Oberweißbach/Thüringer Wald, Cursdorf, Katzhütte, Großbreitenbach, Böhlen, Wildenspring

### Ortsgliederung
Der Ort gliedert sich in zwei Ortsteile:
- Meuselbach
- Schwarzmühle

## Geschichte
Die ersten Siedler sind um 1200 am Fuße des Kuppenberges zu vermuten. Die Gemeinde wurde erstmals 1354 als Muzilbach urkundlich erwähnt. Im Laufe der Zeit änderte sich der Name des Ortes mehrfach. In der Mundart wird der Ort Misselmich genannt. 1370 wird erstmals der wahrscheinlich namensgebende Fluss durch den Ort erwähnt, in der Schreibweise Müßelbach. Bis zur Reformation war Meuselbach eine zu Mellenbach gehörende Niederlassung, die aus nur 25 Häusern bestand. Im Jahre 1569 erhielt die Gemeinde die Genehmigung, einen Kaplan anzustellen, sowie ein eigenes Gotteshaus und eine Schule zu errichten. Im Jahre 1585 findet sich eine erste Erwähnung der Schwarzamühle. Im Jahr 1641 wurde der Verbund mit Mellenbach durch die Trennung der Kirchen endgültig gelöst.
In den Jahren 1626 und 1635 brach die Pest in der Gemeinde aus und forderte insgesamt 202 Tote. Während des Dreißigjährigen Krieges im Jahr 1640 wurde die Gemeinde von schwedischen Truppen geplündert. Aus dem Jahr 1690/1691 ist eine Heuschreckenplage in Meuselbach überliefert, durch die die gesamte Ernte vernichtet wurde.
Nach dem Dreißigjährigen Krieg entwickelte sich der Ort sehr schnell, und die Einwohnerzahl stieg stark an. Gefördert wurde diese Entwicklung durch den Handel mit Olitäten und das Fuhrwesen.
In den Jahren 1738 bis 1760 wurde das heutige Kirchengebäude gebaut. Im Ortsteil Schwarzmühle wurde im Jahr 1770 eine erste steinerne Brücke über die Schwarza gebaut. Wegen ihrer ärmlichen Lage wanderten Mitte des 19. Jahrhunderts 250 Meuselbacher aus und verließen den Ort für immer. Im Jahre 1852 wurde in Schwarzmühle ein eigenes Schulgebäude eingerichtet, welches jedoch 1939 wieder geschlossen wurde. Die heutige Verbindungsstraße zwischen den Ortsteilen Meuselbach und Schwarzmühle wurde in den Jahren 1885/1886 gebaut. 1887 wurde auf der Meuselbacher Kuppe eine erste Schutzhütte errichtet, an deren Stelle später die heutige Gaststätte mit Aussichtsturm entstand. Am 19. Mai 1897 fiel ein 875 g schwerer Meteorit auf ein Feld nahe den Häusern.
Im Oktober 1922 wurden Meuselbach und Schwarzmühle vereinigt. Im Jahre 1932 wurde die Doppelsprungschanze am Rosenberg eröffnet, die damals die größte Sprungschanze Thüringens war. In den Jahren 1936 und 1937 wurde die Kanalisation gebaut und der Dorfbach abgedeckt sowie die Hauptstraße gepflastert. Wegen wiederholten Wassermangels wurde eine Wasserleitung nach Cursdorf gebaut und Meuselbach an die Gruppenwasserversorgung angeschlossen.
Während des Zweiten Weltkrieges mussten Arbeitskräfte aus Osteuropa, die in einem Barackenlager für „Ostarbeiter“ untergebracht waren, in Unternehmen des Ortes Zwangsarbeit verrichten.
1991 wurde der Ort mit Erdgas versorgt. 1992 wurde die neue Schwarzabrücke in Schwarzmühle eingeweiht. In den Jahren 2003 bis 2006 wurde die Ortsdurchfahrt gründlich saniert.
Die Gemeinde Meuselbach gehörte bis 1918 zum Amt Königsee im Fürstentum Schwarzburg-Rudolstadt und danach bis zum Jahr 1922 zum Freistaat Schwarzburg-Rudolstadt. Schwarzmühle dagegen gehörte zum Amt Gehren im Fürstentum Schwarzburg-Sondershausen und danach bis zum Jahr 1922 zum Freistaat Schwarzburg-Sondershausen.
Von 1922 bis 1952 gehörte Meuselbach zum Kreis Rudolstadt, von 1952 bis 1994 zum Kreis Neuhaus im Bezirk Suhl und seit 1994 zum damals neu gegründeten Landkreis Saalfeld-Rudolstadt im Freistaat Thüringen.
Die Gemeinde gehörte ebenfalls ab 1994 der Verwaltungsgemeinschaft Bergbahnregion/Schwarzatal an, die ihren Verwaltungssitz in der Stadt Oberweißbach/Thür. Wald hatte. Am 1. Januar 2019 schloss sich die Gemeinde mit Mellenbach-Glasbach und Oberweißbach/Thür. Wald zur Landgemeinde Stadt Schwarzatal zusammen, die der gleichnamigen Verwaltungsgemeinschaft angehört.

### Einwohnerentwicklung
| Jahr | Einwohner |
| ---- | --------- |
| 1787 | 918       |
| 1815 | 1224      |
| 1834 | 1553      |
| 1837 | 1438      |
| 1849 | 1525      |
| 1852 | 1435      |
| 1871 | 1583      |
| 1905 | 1905      |
| 1919 | 2042      |
| 1925 | 2391      |
| 1933 | 2490      |

| Jahr | Einwohner |
| ---- | --------- |
| 1939 | 2418      |
| 1945 | 2572      |
| 1955 | 2584      |
| 1984 | 1952      |
| 1988 | 1875      |
| 1990 | 1748      |
| 1994 | 1660      |
| 1995 | 1660      |
| 1996 | 1632      |
| 1997 | 1614      |
| 1998 | 1604      |

| Jahr | Einwohner |
| ---- | --------- |
| 1999 | 1557      |
| 2000 | 1535      |
| 2001 | 1465      |
| 2002 | 1471      |
| 2003 | 1421      |
| 2004 | 1403      |
| 2005 | 1379      |
| 2006 | 1372      |
| 2007 | 1335      |
| 2008 | 1301      |
| 2009 | 1277      |

| Jahr | Einwohner |
| ---- | --------- |
| 2010 | 1240      |
| 2011 | 1180      |
| 2012 | 1161      |
| 2013 | 1142      |
| 2014 | 1132      |
| 2015 | 1117      |
| 2016 | 1091      |
| 2017 | 1064      |
| 2018 | 1030      |

Datenquelle ab 1994: Thüringer Landesamt für Statistik

## Religion
33 % der Einwohner von Meuselbach-Schwarzmühle sind evangelisch, 2 % katholisch. Die lutherische Kirchengemeinde Meuselbach-Schwarzmühle mit ihrer Dorfkirche gehört zum Pfarrbereich Oberweißbach im Kirchenkreis Rudolstadt-Saalfeld der Evangelischen Kirche in Mitteldeutschland. Für die Katholiken ist die Pfarrei Schmerzhafte Mutter in Rudolstadt zuständig, deren nächster Kirchort die Friedenskirche in Königsee ist.

## Politik

### Ehemaliger Gemeinderat
Der Rat der Gemeinde Meuselbach-Schwarzmühle bestand aus 12 Ratsfrauen und Ratsherren.
- Bürgerinitiative 3 Sitze
- CDU 2 Sitze
- Heimatverein 1 Sitz
- Feuerwehrverein Meuselbach-Schwarzmühle 5 Sitze
- Karnevalsverein 1 Sitz

(Stand: Gemeinderatswahl am 25. Mai 2014)

### Ehemalige Bürgermeister
Der langjährige ehrenamtliche Bürgermeister Klaus Möller trat am 19. Juni 2016 nicht mehr zur Wahl an. Sein Nachfolger wurde Jörg Peter vom Feuerwehrverein e. V.

### Wappen
Das Wappen wurde am 30. Juni 1993 genehmigt.
Blasonierung: „In Blau ein silberner, mit einem Rautengitter belegter, Schräglinksbalken, oben ein wachsender goldener, silbern bewehrter Löwe, unten eine goldene Arnikablüte und ein goldenes Mühlrad.“
Das Wappen wurde vom Heraldiker Frank Diemar gestaltet.

## Kultur und Sehenswürdigkeiten
Sehenswert ist die Meuselbacher Kuppe mit der Gaststätte und dem dazugehörigen Aussichtsturm.

## Bekannte Persönlichkeit der Stadt
- Gerti Möller (* 1930), Schlager-, Rock- und Chansonsängerin
- Ronny Hornschuh (* 1975), deutscher Skispringer lebt im Ortsteil Schwarzmühle

## Wirtschaft und Verkehr

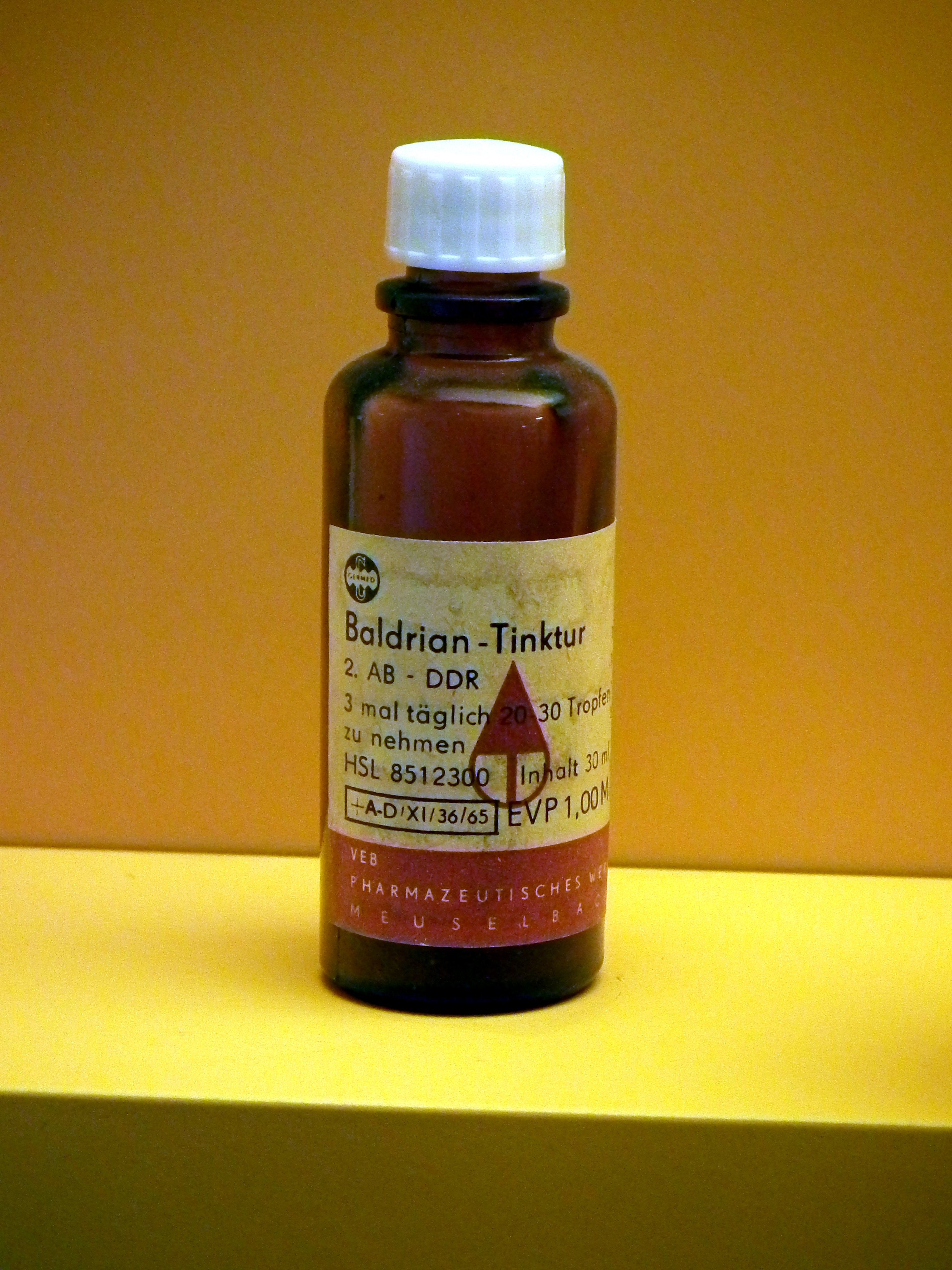
Baldrian-Tinktur vom VEB Pharmazeutisches Werk Meuselbach

Früher lebten die Einwohner des Ortes von der Landwirtschaft und vom Abbau und der Weiterverarbeitung von Holz. Außerdem ist der Ort durch die Buckelapotheker (Olitätenhändler) sowie durch das heute nicht mehr existente pharmazeutische Unternehmen bekannt. Des Weiteren wurde Bergbau betrieben. In der Zeit der DDR und davor spielte der Tourismus eine entscheidende wirtschaftliche Rolle. Es gab beispielsweise das FDGB-Erholungsheim "Haus des Volkes" im Ort, der in der DDR-Zeit das Prädikat "Staatlich anerkannter Erholungsort" erhalten hatte. Heute kommen nur noch wenige Besucher in den Ort.
Die Meuselbacher Dorfstraße führt im Westen hinunter ins Schwarzatal in den Ortsteil Schwarzmühle und weiter nach Katzhütte. Im Osten verläuft sie über Cursdorf nach Oberweißbach. Seit 1900 gibt es in Schwarzmühle einen Haltepunkt an der Schwarzatalbahn, die von Katzhütte nach Rottenbach führt, der im Ortsteil Schwarzmühle liegt und vom Ortsteil Meuselbach einen Kilometer und 200 Höhenmeter entfernt ist.

## Sonstiges

### Meteorit von Meuselbach
Am 19. Mai 1897 schlug ein Meteorit in ein nahe der Ortschaft gelegenes Feld ein. Angeblich befand sich ein 18-jähriges Mädchen in der Nähe der Einschlagstelle. Es wird von einem heftigen Knall, ähnlich einer Detonation gesprochen, die wohl noch 40 km weit weg gehört worden sein soll. Bei dem Meteorit handelt es sich um einen gewöhnlichen Chondriten. Der Meteorit wog 875 g und wurde aus ca. 20 cm Tiefe geborgen. Der Meteorit wurde nach der Bergung in verschieden große Teile geteilt und an Universitäten und Museen gegeben.
Dieser Meteorit ist deshalb von Bedeutung, weil das erste Mal in Deutschland die Flugbahn genau beobachtet werden konnte und der Meteorit bereits wenige Minuten nach dem Aufschlag geborgen wurde. Die meisten anderen Meteoriten waren bis dahin Zufallsfunde.